# 比目法
比目法，又称数目法、计目制，是圍棋比賽結束時的一種判断胜负的方式，在中国唐宋时期曾流行，目前為日本、韩国、美国以及世界大多数国家的围棋协会所採用，雙方需將之前的提子妥善保管，於結束時填入對方的領地中，提掉死棋並整地，最後計算雙方的目數和貼目，總合較多的一方獲勝。與数子法相比，比目法較為麻煩於需要保管好提子，較於簡單於只需算雙方的地。
日本规则及韩国规则的比目法基本相同，而与中国数子法在某些场合会有判断上的差异。而美国规则（AGA Rules）中，数子法和比目法通用并行，但结果相同，因為美国规则的比目法有“虚手换俘”的规定，也就是每使用一次弃着，需要向对方提交一枚己方棋子作为俘子，且最後行棋的必須是白方。也就是說，白虛+黑虛不意味着對局結束，白虛+黑虛+白虛才意味着對局結束。因此美国规则的比目法點數計算概念接近於中国规则、应氏规则的數子法。